# Roberto Caldeyro Barcia
Roberto Caldeyro Barcia (Montevideo, Uruguay, 26 de septiembre de 1921 - 2 de noviembre de 1996) fue un médico perinatólogo, docente e investigador uruguayo.

## Biografía
Roberto era descendiente de españoles e italianos. Fue el impulsor y el director del Centro Latinoamericano de Perinatología, siendo también impulsor y director del Programa de Desarrollo de las Ciencias Básicas (PEDECIBA). Fue pionero en el mundo junto con el dóctor Hermógenes Álvarez en el desarrollo de la medicina perinatal. La actividad de Caldeyro fue documentada en el libro "Roberto Caldeyro Barcia: el mandato de una vocación".
Uruguay ha jugado un rol determinante en el surgimiento de la perinatología, gracias a las contribuciones centrales de estos dos investigadores.

Ellos fueron en 1947 quienes establecieron un sistema de trazado con el objetivo de monitorear la presión intrauterina durante el embarazo, labor que hizo posible analizar y definir la contractilidad uterina durante el embarazo y el nacimiento, midiendo la intensidad y la frecuencia de las contracciones y el tono uterino. Esta investigación condujo al establecimiento de las "Unidades Montevideo" para cuantificar la actividad uterina, que son utilizadas en todo el mundo. Al respecto de la labor del doctor Roberto Caldeyro Barcia y el centro de investigación por él dirigido, el doctor Néstor Sala de la Facultad de Medicina de la Universidad de Buenos Aires expresó:
"No existe ningún otro centro en el mundo que pueda impartir el tipo de enseñanza tan científica, básica y completa como lo hace este centro uruguayo. La excepcional calidad de los métodos empleados, así como la coordinación especial que existe entre la investigación original y sus aplicaciones a la clínica, son las razones que han motivado mi venida al uruguayo".
Caldeyro Barcia y Hermógenes Álvarez, en 1955, también desarrollaron un método para medir el efecto de las contracciones uterinas sobre el ritmo cardíaco fetal, que se convirtió luego en la base del monitoreo fetal, usado comúnmente para monitorear la respuesta del feto a las contracciones durante el trabajo de parto y para prevenir daños neurológicos resultantes de carencia de oxígeno.